# Do You Remember Love (filme)
Do You Remember Love (bra: Para Lembrar um Grande Amor) é um telefilme de drama estadunidense de 1985, dirigido por Jeff Bleckner e estrelado por Joanne Woodward e Richard Kiley. O filme ganhou diversos prêmios, entre eles, três Emmys., o Prêmio Humanitas, o Prêmio Writers Guild of America e um Prêmio Peabody.

## Elenco
- Joanne Woodward como Barbara Wyatt-Hollis
- Richard Kiley como George Hollis
- Geraldine Fitzgerald como  Lorraine Wyatt
- Jerry Hardin como Dave McDonough
- Ron Rifkin como Gerry Kaplan
- Jim Metzler como Tom Hollis
- Andrea Barber como Jennifer
- Judith Barsi como Kathleen